# Tauranga (rivière)
Pour les articles homonymes, voir Tauranga (homonymie).
La rivière Tauranga  (anglais : Tauranga River) est un cours d’eau de la région de la Baie de l’Abondance dans l’Île du Nord de la Nouvelle-Zélande et un affluent de la rivière Waimana.

## Géographie
Elle s’écoule vers le nord pour atteindre la rivière Waimana tout près de la pointe nord du parc national de Te Urewera.